# Hartsfield–Jackson nemzetközi repülőtér
Az atlantai Hartsfield–Jackson nemzetközi repülőtér (IATA: ATL, ICAO: KATL, FAA LID: ATL), helyi nevén Atlantai repülőtér, Hartsfield repülőtér, Hartsfield-Jackson vagy csak Hartsfield, a georgiai Atlanta nemzetközi repülőtere az Amerikai Egyesült Államokban.

## Fekvése
Atlanta város központjától 14 kilométerre délre fekszik. A Hartsfield-Jackson a világ legforgalmasabb repülőtere az utasok száma és a fel- és leszállások száma alapján. A Delta Air Lines itt üzemelteti a Föld legnagyobb bázisrepülőterét.
2018-ban a repülőteret 107,4 millió utas és 895 682 járat használta.

## Légitársaságok és úticélok
2023-ban a Hartsfield–Jackson nemzetközi repülőtérről az alábbi járatok indulnak:

### Személy
| Légitársaság             | Célállomások | Refs   |
| ------------------------ | --- | ------ |
| Aeroméxico Connect       | Guadalajara (újrakezdődik 2024. január 8-tól), León/El Bajío (kezdődik 2024. március 14-től), Mérida (újrakezdődik 2024. március 18-tól), Monterrey (újrakezdődik 2024. január 8-tól) | [ 2 ]  |
| Air Canada               | Toronto–Pearson | [ 3 ]  |
| Air Canada Express       | Montréal–Trudeau, Toronto–Pearson | [ 3 ]  |
| Air France               | Párizs-Charles de Gaulle repülőtér | [ 4 ]  |
| Alaska Airlines          | San Diego (kezdődik 2024. május 16-tól), Seattle/Tacoma | [ 6 ]  |
| American Airlines        | Charlotte, Chicago–O'Hare, Dallas/Fort Worth, Los Angeles, Miami, Philadelphia, Phoenix–Sky Harbor, Washington–National | [ 7 ]  |
| American Eagle           | Charlotte, Chicago–O'Hare, Miami, Philadelphia, Washington–National | [ 7 ]  |
| British Airways          | London–Heathrow | [ 8 ]  |
| Copa Airlines            | Panama City–Tocumen | [ 9 ]  |
| Delta Air Lines          | Albany (NY), Albuquerque, Amszterdam, Antigua, Appleton, Aruba, Asheville, Austin, Baltimore, Barcelona, Baton Rouge, Belize City, Bermuda, Birmingham (AL), Bogotá, Boise, Bonaire, Boston, Bozeman, Buenos Aires–Ezeiza, Buffalo, Burbank (újrakezdődik 2024. június 7-től), Burlington (VT), Cancún, Cape Town, Cartagena (újrakezdődik 2023. december 22-től), Cedar Rapids/Iowa City, Charleston (SC), Charlotte, Charlottesville (VA), Chattanooga, Chicago–Midway, Chicago–O'Hare, Cincinnati, Cleveland, Colorado Springs, Columbia (SC), Columbus–Glenn, Cozumel, Curaçao (újrakezdődik 2023. december 16-tól), Dallas/Fort Worth, Dallas–Love, Dayton, Daytona Beach, Denver, Des Moines, Destin/Fort Walton Beach, Detroit, El Paso, Evansville, Fayetteville/Bentonville, Fayetteville (NC), Fort Lauderdale, Fort Myers, Frankfurt, Fresno (kezdődik 2024. június 7-től), Gainesville, Grand Cayman, Grand Rapids, Green Bay, Greensboro, Greenville/Spartanburg, Guadalajara, Guatemala City, Gulfport/Biloxi, Harrisburg, Hartford, Honolulu, Houston–Hobby, Houston–Intercontinental, Huntsville, Indianapolis, Jackson (MS), Jacksonville (FL), Jacksonville (NC), Johannesburg–O. R. Tambo, Kansas City, Key West, Kingston–Norman Manley, Knoxville, Lagos, Las Vegas, Lexington, Liberia (CR), Lima, Little Rock, London–Heathrow, Los Angeles, Louisville, Madison, Madrid, Melbourne/Orlando, Memphis, Mexico City, Miami, Milan–Malpensa, Milwaukee, Minneapolis/St. Paul, Mobile–Regional, Montego Bay, Monterrey, Montréal–Trudeau, München, Myrtle Beach, Nashville, Nassau, Newark, New Orleans, New York–JFK, New York–LaGuardia, Norfolk, Oakland (újrakezdődik 2024. június 7-től), Oklahoma City, Omaha, Ontario (CA), Orange County, Orlando, Panama City (FL), Panama City–Tocumen, Párizs-Charles de Gaulle repülőtér, Pensacola, Philadelphia, Phoenix–Sky Harbor, Pittsburgh, Portland (ME), Portland (OR), Providence, Providenciales, Puerto Vallarta, Punta Cana, Quito, Raleigh/Durham, Reno/Tahoe (újrakezdődik 2024. június 7-től), Richmond, Rio de Janeiro–Galeão (újrakezdődik 2023. december 16-tól), Roanoke, Roatán, Rochester (NY), Róma–Fiumicino, Sacramento, St. Louis, St. Lucia–Hewanorra, St. Maarten, St. Thomas, Salt Lake City, San Antonio, San Diego, San Francisco, San Jose (CA), San José (CR), San José del Cabo, San Juan, San Pedro Sula, San Salvador, Santa Barbara (kezdődik 2024. június 7-től), Santiago de Chile, Santo Domingo–Las Américas, São Paulo–Guarulhos, Sarasota, Savannah, Seattle/Tacoma, Seoul–Incheon, Sioux Falls, Spokane, Springfield/Branson, Syracuse, Tallahassee, Tampa, Tel Aviv, Tokyo–Haneda, Toronto–Pearson, Tucson, Tulsa, Tulum (kezdődik 2024. március 28-tól), Washington–Dulles, Washington–National, West Palm Beach, White Plains, Wichita, Wilmington (NC) Szezonális: Anchorage, Athens, Dublin, Eagle/Vail, Edinburgh, Hayden/Steamboat Springs, Jackson Hole, Montrose, Nizza, Palm Springs, St. Croix, St. Kitts, Stuttgart, Traverse City, Venice, Zurich (kezdődik 2024. május 31-től) | [ 18 ] |
| Delta Connection         | Albany (GA), Alexandria, Allentown, Aspen, Augusta (GA), Bloomington/Normal, Brunswick, Charleston (WV), Charlottesville (VA), Chattanooga, Columbia (SC), Columbus (GA), Columbus (MS), Dothan, Evansville, Fayetteville/Bentonville, Fayetteville (NC), Fort Wayne, Gainesville, George Town, Gulfport/Biloxi, Jacksonville (NC), Key West, Knoxville, Lafayette, Lexington, Marsh Harbour, Mobile–Regional, Moline/Quad Cities, Monroe, Montgomery, North Eleuthera, Roanoke, Shreveport, South Bend, Springfield/Branson, Tri-Cities (TN), Valdosta, White Plains, Wilmington (NC) Szezonális: Hilton Head | [ 18 ] |
| Ethiopian Airlines       | Addis Ababa | [ 20 ] |
| Frontier Airlines        | Baltimore, Buffalo, Cancún, Chicago–Midway, Cincinnati, Denver, Detroit, Fort Lauderdale, Houston–Intercontinental, Las Vegas, Liberia (CR), Miami, Montego Bay, New York–LaGuardia, Orlando, Philadelphia, Raleigh/Durham, San Antonio, San Francisco, San José (CR), San Juan, San Salvador, Tampa, Trenton Szezonális: Cleveland, Dallas/Fort Worth, Guatemala City, Phoenix–Sky Harbor, Salt Lake City, San Diego, Santo Domingo–Las Américas | [ 21 ] |
| JetBlue                  | Boston, Fort Lauderdale, New York–JFK, New York–LaGuardia | [ 22 ] |
| KLM                      | Amszterdam | [ 23 ] |
| Korean Air               | Seoul–Incheon | [ 24 ] |
| LATAM Perú               | Lima | [ 11 ] |
| Lufthansa                | Frankfurt | [ 25 ] |
| Qatar Airways            | Doha | [ 26 ] |
| Southern Airways Express | Jackson (TN) | [ 27 ] |
| Southwest Airlines       | Austin, Baltimore, Cancún, Chicago–Midway, Cleveland, Columbus–Glenn, Dallas–Love, Denver, Fort Lauderdale, Fort Myers, Greenville/Spartanburg, Houston–Hobby, Indianapolis, Jackson (MS), Jacksonville (FL), Kansas City, Las Vegas, Little Rock, Louisville, Memphis, Miami, Milwaukee, Nashville, New Orleans, New York–LaGuardia, Oklahoma City, Omaha, Orlando, Philadelphia, Phoenix–Sky Harbor, Pittsburgh, Raleigh/Durham, Richmond, San Diego, St. Louis, San Antonio, Sarasota, Tampa, Washington–Dulles (vége 2024. január 7-től), Washington–National, West Palm Beach Szezonális: Los Angeles, Norfolk, Oakland, Panama City (FL), Pensacola | [ 30 ] |
| Spirit Airlines          | Baltimore, Boston, Chicago–O'Hare, Cleveland, Dallas/Fort Worth, Detroit, Fort Lauderdale, Houston–Intercontinental, Las Vegas, Los Angeles, Miami, Minneapolis/St. Paul, Newark, New Orleans, New York–LaGuardia, Orlando, Philadelphia, San Juan, Tampa Szezonális: Atlantic City, Fort Myers (kezdődik 2023. november 15-től) | [ 32 ] |
| Turkish Airlines         | Istanbul | [ 33 ] |
| United Airlines          | Chicago–O'Hare, Denver, Houston–Intercontinental, Newark, San Francisco, Washington–Dulles | [ 34 ] |
| United Express           | Chicago–O'Hare, Denver, Houston–Intercontinental, Newark, Washington–Dulles | [ 34 ] |
| Virgin Atlantic          | London–Heathrow, Manchester (UK) | [ 35 ] |
| WestJet                  | Calgary, Edmonton (kezdődik 2024. április 29-től), Vancouver, Winnipeg | [ 37 ] |

### Cargo
| Légitársaság          | Célállomások                                                                                   |
| --------------------- | ---------------------------------------------------------------------------------------------- |
| AeroLogic             | Frankfurt                                                                                      |
| Amazon Air            | Baltimore, Ontario                                                                             |
| Air Canada Cargo      | Miami, Toronto-Pearson                                                                         |
| Asiana Cargo          | Dallas/Fort Worth, Seoul–Incheon                                                               |
| ASL Airlines Belgium  | Liège                                                                                          |
| CAL Cargo Air Lines   | Liège, Tel Aviv                                                                                |
| Cargolux              | Chicago–O'Hare, Huntsville, Luxembourg, Los Angeles, New York–JFK, Seattle/Tacoma              |
| Cathay Pacific Cargo  | Anchorage, Dallas/Fort Worth, Hong Kong                                                        |
| China Airlines Cargo  | Anchorage, Dallas/Fort Worth, Miami, Taipei–Taoyuan                                            |
| China Cargo Airlines  | Anchorage, Chicago–O'Hare, Shanghai–Pudong                                                     |
| DHL Aviation          | Brüsszel, Cincinnati, Miami, New York–JFK                                                      |
| EVA Air Cargo         | Anchorage, Osaka–Kansai, Taipei–Taoyuan                                                        |
| FedEx                 | Fort Lauderdale, Fort Worth/Alliance, Greensboro, Indianapolis, Memphis, Miami, Newark         |
| Korean Air Cargo      | Anchorage, Chicago–O'Hare, Dallas/Fort Worth, Los Angeles, Miami, New York–JFK                 |
| Lufthansa Cargo       | Frankfurt                                                                                      |
| MSC Air Cargo         | Indianapolis (Begins 2023. december 9-től)                                                     |
| Qatar Airways Cargo   | Anchorage, Doha, Houston–Intercontinental, Liège, Luxembourg, Mexico City                      |
| Turkish Cargo         | Istanbul, Shannon                                                                              |
| United Parcel Service | Fargo, Columbia (South Carolina), Dallas/Fort Worth, Louisville, Miami, Philadelphia, San Juan |

## Futópályák
A repülőtér futópályái:
- 08L/26R (9000 ft, 150 ft, beton)
- 08R/26L (9999 ft, 150 ft, beton)
- 09L/27R (12 390 ft, 150 ft, beton)
- 09R/27L (9000 ft, 150 ft, beton)
- 10/28 (9000 ft, 150 ft, beton)

## Forgalom
Az utasforgalom az elmúlt években az alábbi módon változott:
| Utasok száma | 73 474 298 | 75 858 500 | 83 606 583 | 84 846 639 | 88 032 086 | 95 513 828 | 101 491 106 | 103 902 992 | 42 918 685 | 104 653 451 |
|              | 1998       | 2001       | 2004       | 2006       | 2009       | 2012       | 2015        | 2017        | 2020       | 2023        |